# Котов, Дмитрий Владимирович
Дми́трий Влади́мирович Ко́тов (родился 25 июля 1973 в Москве) — российский государственный и политический деятель, Глава города Железногорска Курской области.

## Биография
Дмитрий Котов имеет высшее образование. Он окончил Московскую государственную академию приборостроения и информатики по специальности «Автоматизированные системы обработки информации и управления» в 1995 году. В 2011 году прошел обучение по программе «Директорский курс» в Бизнес-школе.
В 1995 году был призван в ряды Вооруженных Сил РФ, демобилизован в августе 1997 года.
После армии начал работу в московском предприятии ОАО «Интерурал» в должности менеджера, где проработал до 2003 года в разных должностях: эксперт фирмы, заместитель начальника отдела, заместитель начальника департамента.
С 2003 по 2005 годы осуществлял руководство компанией ООО «Регион Строй Инвест» (г. Москва) в должности генерального директора.
В 2005 году в качестве первого заместителя генерального директора начал работу в ОАО «Центрметаллургремонт», который располагается в городе Железногорск. Впоследствии Дмитрий Котов стал генеральным директором компании, осуществляя руководство вплоть до перехода на работу в администрацию города.
В 2011 году назначен на должность первого заместителя Главы города Железногорск.
18 ноября состоялось рассмотрение депутатами кандидатуры на пост мэра города. При этом, Дмитрий Котов являлся исполняющим обязанности главы города, а его конкурентом в борьбе за этот пост был руководитель Михайловского ГОКа В. В. Селиванов.
2 декабря 2016 года стал Главой города Железногорск после решения городской Думы. За кандидатуру Главы проголосовали 15 депутатов из 15 возможных. 13 августа 2021 года сложил полномочия Главы города по собственному желанию.
Семейное положение: женат, двое детей.

## Награды
Дмитрий Котов награждён почетной грамотой Министерства промышленности и торговли Российской Федерации.